# ژاراگوا دو سول
ژاراگوا دو سول (پرتغالی: Jaraguá do Sul) شهری در ایالت سانتا کاتارینا، برزیل است که در سال ۲۰۲۲ میلادی ۱۸۲٬۶۶۰ نفر جمعیت داشته است.